# Chionoxantha leucophaea
Chionoxantha leucophaea là một loài bướm đêm trong họ Noctuidae.